# Wind Cave National Park
Wind Cave  National Park er en nationalpark i delstaten South Dakota i USA. Parken blev etableret 9. januar 1903, og er på 114 km². De vigtigste naturattraktioner i parken er selve hulen Wind Cave med dens spektakulære kalkformationer, og et af de største prærieområder i USA.
Hulen er kendt for kalkformationerne, kendt som «boxwork» på engelsk. Omtrent 95% af verdens boxwork-formationer findes i Wind Cave. Wind Cave er også kjent for sine isrose-formede stalaktitter kaldet «frostwork». Hulen er verdens fjerde længste hule med sine 215 km med udforskede passager(2010), men der opdages omkring 6 nye kilometer hvert år i gennemsnit. 
Lakotaindianerne i Black Hills fortalte legender om et hul som pustede vind, og de regnede det som et helligt sted. Den første skriftlige beretning om hulerne kom i 1881 efter at Tom og Jesse Bingham havde besøgt hulerne. 
Over hulen har parken den største tilbageværende blandingsgræssprærie i USA. Her lever en af de fire sidste frie bisonstammer i Nord-Amerika. Andre dyrearter er wapiti, sortfodet ilder (Mustela nigripes), gaffelbuk og præriehunde. Der er også skove med Gul-Fyr, der er hjemsted for puma og wapiti.
Parken  blev etableret i 1903 af præsident Theodore Roosevelt som den syvende nationalpark i USA og var den første hulen der fik status som nationalpark i verden. I nærheden af parken ligger Jewel Cave National Monument, et endnu længere hulesystem. 